# El Molino del Tarahal
El Molino del Tarahal (o simplemente El Tarahal) es una localidad y pedanía española perteneciente al municipio de Cuevas del Almanzora, en la provincia de Almería. Está situada en la parte nororiental de la comarca del Levante Almeriense. Cerca de esta localidad se encuentran los núcleos de Los Perdigones y Los Lobos.

## Demografía
Según el Instituto Nacional de Estadística de España, en el año 2019 El Molino del Tarahal contaba con 14 habitantes censados, lo que representa el 0,1% de la población total del municipio.

### Evolución de la población
| Gráfica de evolución demográfica de El Molino del Tarahal entre 2009 y 2019 |
|                                                                             |
| Datos según el nomenclátor publicado por el INE.                            |

## Comunicaciones

### Carreteras
La principal vía de comunicación que transcurre junto a esta localidad es:
| Identificador | Denominación                             | Itinerario                     |
| ------------- | ---------------------------------------- | ------------------------------ |
| A-1201        | De A-332 a Límite de la Región de Murcia | Los Lobos - Pozo de la Higuera |

Algunas distancias entre El Molino del Tarahal y otras ciudades:
| Ciudades             | Distancia (km) |
| -------------------- | -------------- |
| Cuevas del Almanzora | 12             |
| Vera                 | 20             |
| Almería              | 100            |
| Murcia               | 125            |
| Granada              | 218            |